# Jordi Longarón
Jordi Longarón Llopart (Barcelona, 1933-Ibidem., 10 de mayo de 2019), a veces acreditado como Jorge Longarón, fue un historietista e ilustrador español.

## Biografía
Comenzó su trayectoria profesional en la revista El Globito de Joaquín de Haro en 1948, pasando enseguida a Ediciones Toray, donde trabajó en revistas como Chispa (1948-49), Garabatos (1950), Hazañas del Oeste (1950), El pequeño mosquetero (1951) y Hazañas bélicas (1956).
Orientó luego su producción hacia el mercado inglés aunque destacó sobre todo como portadista.
Desde 1970 hasta 1974, fue contratado por el The Chicago Tribune Syndicate (conocido actualmente como Tribune Media Services), para dibujar la tira de prensa Friday Foster, con guiones de Jim Lawrence. Esta obra está considerada la primera historieta protagonizada por una mujer afrodescendiente.
Posteriormente se dedicó al paisajismo.

## Premios
Obtuvo los siguientes premios:
- "XXXIV Premios Historieta Diario de Avisos 2010 a la Totalidad de su obra realista"[5]
- Gran Premio del Salón del Cómic de Barcelona 2011 en reconocimiento a toda su trayectoria.[6]